# Турнір газети «Советский спорт» 1980
23-й турнір на призи газети «Советский спорт» проходив з 5 по 11 вересня 1980 року в Києві, Ленінграді й Ризі. У змаганнях брали участь 16 клубних команд з чотирьох країн і дві національні збірні.

## Київ
Втративши лише одне очко, у матчі з чехословацькою командою, переможцями стали господарі турніру.
| М | Команда                | І | Пер | Н | Пор | Ш       | О |
| - | ---------------------- | - | --- | - | --- | ------- | - |
| 1 | «Сокіл» (Київ)         | 5 | 4   | 1 | 0   | 27 — 14 | 9 |
| 2 | «Спартак» (Москва)     | 5 | 4   | 0 | 1   | 34 — 20 | 8 |
| 3 | ВСЖ (Кошице)           | 5 | 2   | 1 | 2   | 16 — 20 | 5 |
| 4 | «Динамо» (Мінськ)      | 5 | 2   | 0 | 3   | 17 — 15 | 4 |
| 5 | «Трактор» (Челябінськ) | 5 | 2   | 0 | 3   | 20 — 30 | 4 |
| 6 | «Динамо» (Берлін)      | 5 | 0   | 0 | 5   | 21 — 36 | 0 |

Результати матчів:
- «Сокіл»: «Спартак» — 5:1 (у киян шайби закинули Данько — 2, Овчинников — 2, Шастін), ВСЖ — 1:1 (Данько), «Динамо» (Мінськ) — 3:2 (Менченков, Андрєєв, Шастін), «Трактор» — 7:4 (Давидов — 2, Овчинников, Сибірко, Терпиловський — 2, Данько), «Динамо» (Берлін) — 11:6 (Земченко — 3, Давидов — 2, Бабашов — 2, Комраков, Ісламов, Андрєєв, Сибірко).
- «Спартак»: ВСЖ — 8:3, «Динамо» (Мінськ) — 5:4, «Трактор» — 13:3, «Динамо» (Берлін) — 7:5.
- ВСЖ: «Динамо» (Мінськ) — 2:1, «Трактор» — 3:5, «Динамо» (Берлін) — 7:5.
- «Динамо» (Мінськ): «Трактор» — 5:2, «Динамо» (Берлін) — 5:3.
- «Трактор»: «Динамо» (Берлін) — 6:2.

Лауреати турніру: найкращий воротар — Юрій Шундров («Сокіл»), найкращий захисник — Сергій Коротков («Спартак»), найкращий нападник — Анатолій Данько («Сокіл»), найкращий бомбардир — Олександр Кожевников («Спартак»).
Склад переможців:
| 1. «Сокіл» (Київ) |
| Воротарі: Юрій Шундров, Костянтин Гаврилов. Захисники: Володимир Андрєєв, Олег Васюнін, Сергій Горбушин, Микола Ладигін, Костянтин Макарцев, Олександр Менченков, Юрій Парфілов, Валерій Сидоров. Нападники: Володимир Бабашов, Сергій Давидов, Анатолій Данько, Анатолій Дьомін, Андрій Земко, Сергій Земченко, Олег Ісламов, Вячеслав Комраков, Андрій Овчинников, Вадим Сибірко, Андрій Терпиловський, Євген Шастін. Старший тренер — Анатолій Богданов; тренери — Броніслав Самович, Олександр Фадєєв. |

## Ленінград
| М | Команда                | І | Пер | Н | Пор | Ш       | О  |
| - | ---------------------- | - | --- | - | --- | ------- | -- |
| 1 | ЦСКА (Москва)          | 5 | 5   | 0 | 0   | 33 — 13 | 10 |
| 2 | «Хімік» (Воскресенськ) | 5 | 4   | 0 | 1   | 20 — 14 | 8  |
| 3 | «Крила Рад» (Москва)   | 5 | 3   | 0 | 2   | 16 — 21 | 6  |
| 4 | «Сайпа» (Лаппеенранта) | 5 | 2   | 0 | 3   | 12 — 16 | 4  |
| 5 | СКА (Ленінград)        | 5 | 1   | 0 | 4   | 17 — 17 | 2  |
| 6 | ВІФК (Ленінград)       | 5 | 0   | 0 | 5   | 13 — 32 | 0  |

Лауреати турніру: найкращий воротар — Юха Сокканен («Сайпа»), найкращий захисник — Борис Веригін («Хімік»), найкращий нападник — Володимир Петров (ЦСКА), найкращий снайпер — Олександр Зибін (ЦСКА).

## Рига
| М | Команда               | І | Пер | Н | Пор | Ш       | О |
| - | --------------------- | - | --- | - | --- | ------- | - |
| 1 | «Динамо» (Москва)     | 5 | 4   | 1 | 0   | 25 — 12 | 9 |
| 2 | «Торпедо» (Горький)   | 5 | 3   | 1 | 1   | 30 — 16 | 7 |
| 3 | «Динамо» (Рига)       | 5 | 3   | 0 | 2   | 29 — 19 | 6 |
| 4 | «Салават Юлаєв» (Уфа) | 5 | 2   | 0 | 3   | 15 — 19 | 4 |
| 5 | Польща                | 5 | 2   | 0 | 3   | 20 — 17 | 4 |
| 6 | Румунія               | 5 | 0   | 0 | 5   | 17 — 53 | 0 |

Лауреати турніру: найкращий воротар — Михайло Василенок («Динамо» Р), найкращий захисник — Юрій Федоров («Торпедо»), найкращий нападник — Володимир Орлов («Динамо» М).